# Самитов, Юсуф Юнусович
Юсуф Юнусович Самитов (1925—1987) — российский учёный, основоположник научной школы и нового научного направления: «разработка и применение методов спектроскопии ЯМР высокого разрешения для изучения структуры и физико-химических свойств молекул в растворах».
Родился 5 апреля 1925 г. в Вятке (Киров). В подростковом возрасте переехал с родителями в Казань, там окончил школу (1942).
В 1942 г. некоторое время работал трактористом МТС в Высокогорском районе ТАССР, затем ушёл добровольцем в РККА, служил стажёром авиамеханика в составе 321-й авиадивизии на Западном фронте.
В 1945 г. демобилизовался, в 1946—1951 гг. учился на физмате КГУ, затем поступил в аспирантуру на кафедру молекулярных и тепловых процессов (научный руководитель — А.Шафигуллин) и в 1954 г. защитил кандидатскую диссертацию.
Работал там же на кафедре экспериментальной и теоретической физики: ассистент, старший преподаватель (1955), доцент (1957). В 1957—1958 в командировке во Вьетнаме.
В 1958 г. в КГУ организовал и возглавил (на общественных началах) проблемную лабораторию физических методов исследования структуры органических соединений (ИСОС).
В 1962-1969 доцент кафедры органической химии, в 1969–1984 профессор кафедры квантовой электроники и радиоспектроскопии, с 1984 г. профессор кафедры органической химии КГУ.
1965–1970 гг. зав. лабораторией радиоспектроскопии Института органической и физической химии им. А.Е.Арбузова КФАН СССР (по совместительству).
Руководил созданием первого советского спектрометра ЯМР высокого разрешения (1959—1960).
Принимал активное участие в создании лаборатории радиоспектроскопии ИОФХ (1965) и руководил ею долгое время.
Кандидатская диссертация (1954) — «Кондуктометрия на высоких частотах и ее приложение в химической кинетике». Докторская диссертация (1967) — «Спектры ядерного магнитного резонанса и стереоизомерия молекул».
Доктор физико-математических наук (1968), профессор (1971).
Заслуженный деятель науки ТАССР. Награждён орденами «Знак Почёта», Отечественной войны 2-й степени, «Орденом труда» 3-й степени (Вьетнам), а также медалями «За развитие науки и высшего образования Демократической Республики Вьетнам» и «Дружба» (Вьетнам), «За победу над Германией в Великой Отечественной войне 1941—1945 гг».
Книги:
- Атлас спектров ЯМР пространственных изомеров / Ю. Ю. Самитов. - Казань : Изд-во Казан. ун-та, 1983-. - 29 см.  Т. 2. Предельные и непредельные ациклические, карбо-и гетероциклические соединения. - Казань : Изд-во Казан. ун-та, 1983. - 28,[168] с. : ил.; ISBN
- Атлас спектров ЯМР пространственных изомеров [Текст]. - Казань : Изд-во Казан. ун-та, 1978-1983. - 37 см.
- Стереоспецифичность констант ядерного спин-спинового взаимодействия и конформационный анализ : Учеб. пособие / Ю. Ю. Самитов. - Казань : Изд-во Казан. ун-та, 1990. - 149,[2] с. : ил.; 20 см.; ISBN 5-7464-0360-1

Скоропостижно умер 17.01.1987.
В 2009 году посмертно удостоен Государственной премии Республики Татарстан в области науки и техники.